# Hotelpost
Unter Hotelpost versteht man eine private Postbeförderung eines oder mehrerer Hotels, die dem Gast angeboten wird. 
Hotelpostbeförderungen wurden vor allem im 19. Jahrhundert durchgeführt. In Europa konnten zahlreiche Ortschaften in den Alpen und Karpaten zu dieser Zeit noch nicht regelmäßig oder gar nicht postalisch von der Staatspost betreut werden. Deswegen unterhielten vor allem Hotels eigene Boten, um die Briefe ihrer Kunden zum nächstgelegenen Postamt oder Bahnstation im Tal bringen zu können. Dieser Dienst wurde meist auch in die entgegengesetzte Richtung durchgeführt. Das bedeutet, die Boten transportierten auch Postsendungen, die an einen Hotelgast adressiert waren, vom nächstgelegenen Postamt zum Hotel. Einer der frühsten Hotelposten findet sich ab 1864 im schweizerischen Rigi.
Dieser postalische Dienst der Hotelpost wurde meist nur gegen Entrichtung einer kleinen Gebühr durchgeführt. In der Schweiz kam es häufig zur Herstellung und Ausgabe von Hotelpostmarken, die diesen Dienst quittierten. Die Postgebühren der Hotels schwankten hierbei zwischen 5 und 15 Rappen pro Brief. Diese Hotelpostmarken musste zusätzlich zu den normalen Freimarken auf die Postsendung geklebt werden. Ab dem 26. September 1883 verbot die Schweizer Post die Abbildung von Wertziffern und Wertbezeichnung wie „Porto“, damit diese nicht mit Freimarken verwechselt werden können. 
Neben der Schweiz finden sich auch in anderen Ländern, wie in Österreich, vergleichbare Ausgaben. So gab es in den 1920er und 1930er Jahren auch private Botendienste mit eigenen Briefmarkenausgaben, die jedoch nicht zu den Hotelpostmarken gerechnet werden.
Hotelpostbriefe sowie Hotelpostmarken sind bis heute nur in wenigen Stücken erhalten geblieben. Damit sind sie ein kleines, allerdings auch teures Randgebiet der Philatelie.